# Brachydeutera stuckenbergi
Brachydeutera stuckenbergi är en tvåvingeart som beskrevs av Wirth 1964. Brachydeutera stuckenbergi ingår i släktet Brachydeutera och familjen vattenflugor.
Artens utbredningsområde är Madagaskar. Inga underarter finns listade i Catalogue of Life.